# Dominique-Jean Larrey
Dominique-Jean Larrey (Beaudéan, 8 luglio 1766 – Lione, 25 luglio 1842) è stato un medico francese, che servì come capo chirurgo nella Grande Armée, divenendo uno dei padri della medicina d'urgenza con le innovazioni che introdusse sui campi di battaglia di tutte le campagne di Napoleone.

## Biografia
Dominique-Jean Larrey nacque a Beaudéan, in Francia, l'8 luglio 1766. Rimasto orfano di padre molto presto, trascorse l'infanzia con la madre nella piccola città natale dove poté conseguire gli studi elementari grazie al sostegno economico del sacerdote locale, l'abate Grasset. All'età di tredici anni decise di trasferirsi a Tolosa dove iniziò gli studi di medicina con lo zio Alexis Larrey, insegnante di chirurgia all'ospedale principale della città, il Saint-Joseph de la Grave. Giunto a Parigi verso la fine del 1787, a seguito di un concorso pubblico fu selezionato per far parte di un piccolo numero di chirurghi ausiliari presso la Vigilante, la fregata che in quell'anno salpava verso Terranova. Le cure fornite nei casi di malattia e le precauzioni da lui adottate circa l'igiene durante il viaggio ottennero un tale successo che, malgrado le fatiche della difficile e tortuosa campagna, la fame, la sete e lo scorbuto diffusosi tra l'equipaggio, al suo rientro nel porto di Brest il 31 ottobre 1788, la Vigilante non aveva perso un solo uomo. Una volta ritornato, Larrey sollecitò subito il suo licenziamento per poter continuare gli studi a Parigi dove, per completare la sua formazione chirurgica, seguì i corsi di due celebri medici del tempo: il corso di chirurgia clinica di Pierre Joseph Desault all'Hôtel-Dieu e quello di chirurgia interna di Raphael Bienvenu Sabatier all'Hôtel des Invalides, stesso luogo in cui cercò di ottenere, senza successo, un posto di chirurgia interna.

### L'introduzione delle ambulanze volanti in seno all'esercito
Quando nel 1792 venne dichiarata la guerra tra Francia e Austria, Larrey, in seguito alla disposizione di tre eserciti sulle frontiere a Nord, fu nominato capo-chirurgo dell'esercito del Reno, guidato dal maresciallo Nicolas Luckner, e arrivò al quartier generale di Strasburgo il 1º aprile 1792 dove gli fu affidata la direzione chirurgica della divisione guidata da Adam Philippe de Custine. Qui entrò per la prima volta a contatto con il mondo militare rimanendo profondamente colpito dal divario esistente tra le necessità reali e l'organizzazione effettiva del sistema di cura e del trasporto dei feriti attuato attraverso ambulanze che, a quel tempo, arrivavano sul campo di battaglia addirittura alcuni giorni dopo lo scontro. Pertanto al loro arrivo, gli uomini feriti gravemente erano ormai quasi tutti morti a causa di emorragie, dolori, freddo e fame. In tali circostanze i comandanti divennero più che mai interessati a preservare la loro forza numerica e i servizi sanitari militari assunsero un'importanza del tutto nuova nell'economia di guerra. Per porre fine a tali situazioni, Larrey ideò un sistema di ambulanze volanti attraverso le quali i chirurghi militari potessero seguire tutti gli spostamenti delle truppe e dare aiuto immediato ai feriti. Inizialmente aveva pensato di poter far trasportare i feriti con dei cavalli, forniti di selle e ceste apposite, ma l'esperienza gli mostrò l'inadeguatezza di tale metodologia. Organizzò allora un sistema di vetture che dovevano essere allo stesso tempo comode, leggere, solide e capaci di seguire l'esercito e far adagiare per l'intera lunghezza i feriti. Ciascuna di queste vetture permetteva medicazioni immediate e il recupero rapido dei feriti che potevano così essere trasportati presso il più vicino ospedale. Ogni ambulanza era costituita da una squadra composta da 3 chirurghi e 1 infermiere, equipaggiati di porta-mantelli contenenti gli strumenti chirurgici e sufficiente dotazione di materiale per le medicazioni. La vettura, fornita di due o quattro ruote, era solitamente trainata da cavalli, sopra i quali erano sistemate casse contenenti medicinali, fasce, compresse, coperte e un certo numero di barelle. Tale ambulanza funzionò come prima unità sanitaria di pronto soccorso. A lui si deve inoltre l'invenzione di un sistema primordiale di triage dei feriti, divisi in tre categorie: i feriti leggeri, che dopo le cure avrebbero potuto tornare a combattere, quelli più gravi ma recuperabili, indicati da uno straccio legato al braccio destro e quelli senza speranza, segnati da uno straccio al braccio sinistro.
In questo contesto il generale Alessandro di Beauharnais affermò: 

### Un nuovo modo di intendere l'amputazione chirurgica

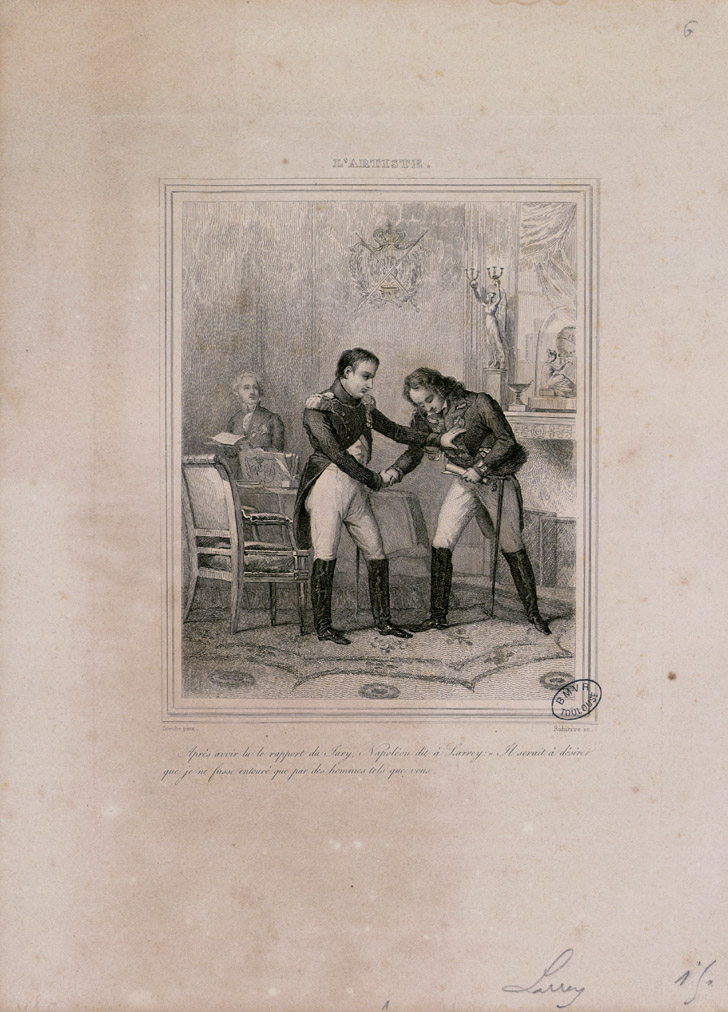
Napoleone e Larrey, rivista L'Artiste

Nell'arco di dieci campagne, Larrey operò costantemente sul campo di battaglia facendo notevoli scoperte e avendo occasione di dimostrare la necessità dell'amputazione immediata al fine di evitare l'insorgere di infezioni che molto spesso, a quel tempo, portavano alla morte. Fino a quel momento infatti alcune ferite venivano considerate mortali, soprattutto quelle causate da armi da fuoco, e l'amputazione del braccio a livello della spalla era considerata quasi sempre inutile, mentre una chimera era la possibilità di successo nell'amputazione coxo-femorale; inoltre questa metodologia era opposta ai precetti stabiliti da chirurghi famosi come Faure, le cui teorie sarebbero poi state demolite in un memoriale dello stesso Larrey, pubblicato successivamente. Nel 1794 Larrey, seppure giovane, venne nominato capo chirurgo dell'esercito destinato alla spedizione in Corsica, poi mai avvenuta. Ricevette pertanto l'ordine di dirigere il reparto di chirurgia nell'esercito dei Pirenei orientali finché nel 1796 non fu nominato professore alla Scuola Militare di Medicina e Chirurgia stabilita in Val-de-Grâce a Parigi.

### L'incontro con Napoleone Bonaparte e le Campagne d'Italia e d'Egitto
Napoleone Bonaparte, all'inizio delle sue campagne, domandò al ministro di guerra chi fosse il creatore delle ambulanze volanti, volendo al proprio servizio un tale uomo per recare vantaggi alla sua armata. Il chirurgo quindi tornò al servizio medico attivo, partendo il 1º maggio 1797 verso l'Italia dove trovò la campagna militare quasi terminata: Napoleone stava infatti firmando la pace preliminare a Leoben. Dopo aver visitato le provincie conquistate, Larrey ispezionò gli ospedali e istituì in diverse città scuole di chirurgia; pose rimedio a una epizoozia che devastava le campagne del Friuli; organizzò le ambulanze e formò una legione di 340 individui ripartita in tre divisioni, ciascuna dotata di 12 vetture. Napoleone fu così soddisfatto dell'organizzazione del servizio sanitario in Lombardia e Veneto, che comprendeva anche l'insegnamento medico e l'introduzione di misure sanitarie per combattere le epidemie, che ebbe a dire: 
Da questo momento in poi si creerà un profondo legame tra i due uomini tanto che lo stesso Larrey, al momento della partenza di Napoleone per l'Isola d'Elba il 4 maggio 1814, disse che lo avrebbe accompagnato. Ma Napoleone rispose:
Di ritorno a Parigi, il famoso chirurgo nel 1798 si imbarcò dapprima per l'Egitto a capo di 108 chirurghi, e successivamente per la Siria. Un particolare episodio è collegato alla campagna egiziana: durante la prima battaglia di Abukir Larrey operò il generale Fugières che, sentendosi vicino alla fine a causa di una ferita mortale, donò una spada preziosa a Napoleone, il quale accettò affermando che l'avrebbe donata all'uomo che stava cercando di salvargli la vita. Sulla lama fece infatti incidere due nomi: Abukir, Larrey. Nel 1802 il chirurgo fu nominato medico superiore della Guardia dei Consoli, nel 1804 ricevette la croce di ufficiale della Legione d'Onore e nel 1805 fu nominato Ispettore Generale della sanità dell'esercito. Fu membro della Massoneria.

### La campagna in Russia
Una volta imperatore, Napoleone lo richiamò sul campo di battaglia: Larrey parteciperà alle battaglie di Ulma e Austerlitz, Polonia, Spagna, Wagram (dopo la quale ricevette da Napoleone il titolo di barone e un introito di 5000 franchi) e Russia. Proprio in Russia, durante la terribile battaglia di Eylau del 1807, Larrey ebbe l'obbligo di stabilire il suo quartier generale a un centinaio di metri dalla mischia, dentro stalle dai tetti sfondati, aperte ai venti e alla neve che cadeva in maniera consistente. I feriti arrivavano a centinaia, dormivano sui resti di paglia cosparsi di neve e gli strumenti sfuggivano alle mani dei chirurghi assiderati dal freddo. Ma Larrey attingeva dalla sua filantropia un ardore smisurato, rimaneva in piedi da solo, attivo, infaticabile in mezzo alle grida di sofferenza. Passava da un ferito all'altro, da un'amputazione a una sutura, da una sutura ad una medicazione, da una medicazione all'estrazione di una pallottola. Ma qui all'improvviso l'ala destra dell'esercito nemico riuscì quasi ad aggirare l'ala sinistra dell'esercito francese e una colonna russa minacciò di precipitarsi sull'ambulanza, suscitando disordine tra i feriti che cercavano di scappare e di trovare una via di fuga. In questo contesto, Larrey cercò di ristabilire l'ordine affermando che lui e i suoi compagni erano pronti a morire piuttosto che lasciare la loro postazione e utilizzò un plotone di soldati-infermieri per ristabilire l'ordine e continuare le cure dei feriti finché la cavalleria francese non ridusse il pericolo. Il 12 febbraio 1812 Larrey venne nominato capo chirurgo della Grande Armata alla quale rimase legato sino alla fine, partecipando anche alla disastrosa campagna russa che vide decimato l'esercito francese a causa delle ferite e delle condizioni climatiche avverse. Verso le tappe finali della campagna infatti, alle porte di Mosca 600000 uomini forniti di 2000 pezzi di artiglieria si massacrarono su un miglio quadro di terreno: i Russi persero circa 30000 uomini, la Francia circa 20000. Larrey, privo dei suoi chirurghi e delle casse delle ambulanze che erano rimaste a Smolensk, cercò di riportare l'ordine stabilendo la sua ambulanza generale al centro della linea di battaglia, dove passarono ben due terzi dei feriti, praticando durante le prime 24 ore più di duecento amputazioni di uno dei due membri nonostante mancassero garze, coperte, forniture, uccidendo i cavalli per il nutrimento dei feriti, la cui maggioranza morì più tardi durante la ritirata. La gratitudine dei soldati nei suoi confronti fu evidente soprattutto durante il passaggio della Beresina: Larrey, prima della distruzione dei ponti, si trovava già al sicuro sull'altra riva quando si accorse di aver dimenticato le casse con gli strumenti chirurgici necessari per i feriti. Quando ritornò sull'altra sponda, uno dei due ponti fu disfatto e la folla, sospinta dal fuoco nemico, si precipitò disordinatamente sul ponte rimasto: fu proprio grazie ai soldati che Larrey riuscì a salvarsi, essendo trasportato di mano in mano sul ponte, poco prima della caduta di quest'ultimo.

### La sconfitta a Waterloo
Dopo la sconfitta di Napoleone a Waterloo, costretto a seguire la ritirata, Larrey marciò alla testa della sua piccola legione di chirurghi quando si imbatté in un corpo di soldati prussiani. Credendo che fossero in pochi cercò di forzare il passaggio precipitandosi sul nemico, ma il suo cavallo cadde colpito da un proiettile e lui, ferito da un colpo di lancia, perse coscienza. Mentre l'esercito prussiano inseguiva i suoi compagni, rinsavito si trascinò al bordo del Sambre ma, nuovamente, si imbatté in un reggimento prussiano e fu fatto prigioniero e spogliato delle sue vesti, delle armi e della borsa. La sua statura e la sua carnagione, insieme alla divisa grigia, gli diedero una qualche somiglianza con Napoleone e così fu condotto come tale dal generale prussiano che ne ordinò la fucilazione. Larrey sarebbe quindi morto se il chirurgo che gli bendò gli occhi non avesse riconosciuto il celebre chirurgo francese del quale aveva seguito alcune lezioni a Berlino, sollecitando allora la fine della fucilazione e conducendolo dal capo generale Gebhard Leberecht von Blücher il cui figlio era stato salvato dallo stesso Larrey durante la campagna d'Austria.

### Gli anni successivi alla Restaurazione

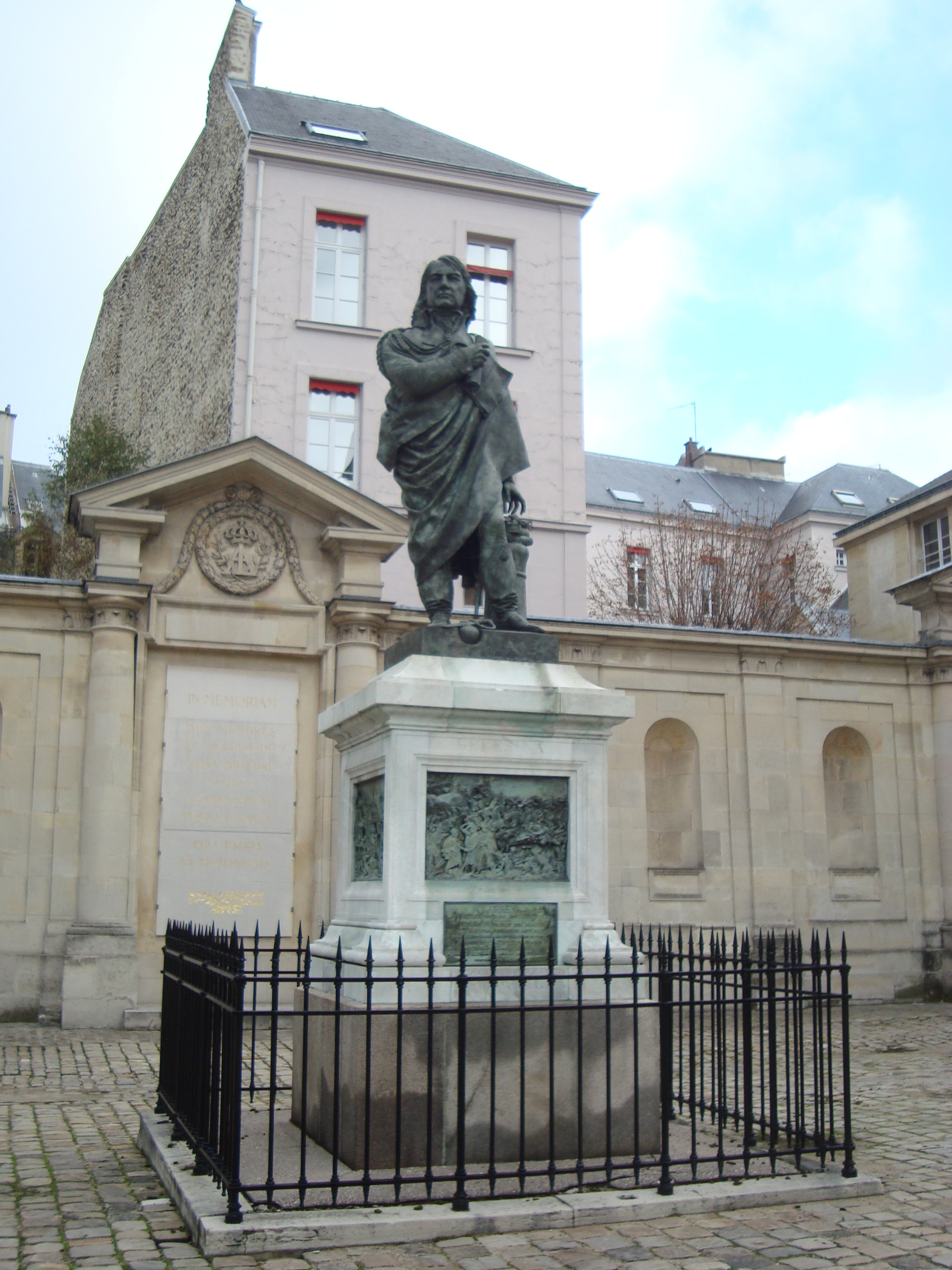
Statua di Larrey a Val De Grace

I primi anni della Restaurazione furono ardui: considerato come uno dei più devoti sostenitori di Napoleone, Larrey fu privato del suo titolo di barone di Wagram, ricevuto nel 1809, e della sua retribuzione di Ispettore Generale della sanità militare; perse inoltre le sue pensioni e il reddito da parte della Legione D'Onore. Conservò soltanto il posto di capo chirurgo all'ospedale militare di Gros-Caillou. Nel 1818 una legge gli rese la pensione di 3000 franchi accordati con Napoleone dopo Bautzen e ciò gli diede il coraggio di ricominciare. Pubblicò un quarto volume delle sue campagne, scrisse il suo grande libro della "Clinica Chirurgica" , nel 1820 fu eletto membro dell'Accademia di Medicina e nel 1829 fu chiamato a succedere al professore Pelletan all'Accademia delle Scienze. Dopo un viaggio in Belgio nel 1832 atto a organizzare, su richiesta del re Leopoldo, il servizio sanitario militare, riprese il posto di capo chirurgo all'Hôtel des Invalides di Parigi e fu nominato membro del Consiglio Generale della Sanità.

### Morte e eredità
Morì di ritorno dall'Algeria il 25 luglio 1842, a causa di una malattia al petto. La sua statua in bronzo, scolpita da David D'Angers nel 1843, si trova nel cortile esterno dell'ospedale militare di Val De Grace. Larrey ha lasciato al mondo della medicina diverse opere, nate soprattutto da una serie di osservazioni dirette durante il servizio medico attivo nei campi di battaglia. In un memoriale, ad esempio, contribuì a stabilire la forma che dovevano avere gli aghi di sutura; in altri dimostrò che i bubboni pestilenziali non avevano la loro sede nei gangli linfatici ma che essi prosperano nel mezzo del tessuto cellulare intorno alle aperture di grandi cavità splancniche. In occasione dell'Oftalmia d'Egitto, stabilì che tale infiammazione continua dell'uvea non era causata dal vento e dalla sabbia ma dal freddo e dalla umidità notturna. In altri memoriali descrisse gli effetti che producono le ferite e le alterazioni alle differenti parti dell'encefalo, come praticare e estrarre i proiettili dispersi nella cavità toracica; stabilì un nuovo metodo per il trattamento delle ferite profonde e riguardo alle ferite tetaniche dimostrò che la situazione della ferita, a seconda di quali nervi vengano irritati, determina opistotono o emprostotono. Lasciò osservazioni anche su osteoporosi, malattie vertebrali e aneurismi.
Larrey oggi riposa a Parigi nel cimitero di Père-Lachaise.

## Opere principali
- Relation chirurgicale de l'armée d'Orient (Parigi, 1804)
- Des amputations des membres à la suite des coups de feu (Parigi, 1808)
- Mémoire de chirurgie militaire et campagnes de D. J. Larrey  (Parigi, 1812)
- Recueil de mémoires de chirurgie (Parigi, 1821)
- Considèrations sur la fièvre jaune (Parigi 1822)